# 20 kilomètres marche féminin aux championnats du monde d'athlétisme 2009
Navigation
Osaka 2007 Daegu 2011
L'épreuve du 20 kilomètres marche féminin des championnats du monde de 2009 s'est déroulée le 16 août 2009 dans les rues de Berlin, en Allemagne. Elle est remportée par l'Irlandaise Olive Loughnane après disqualification pour dopage de la Russe Olga Kaniskina.

## Médaillées
| Or                    | Argent         | Bronze                   |
| Olive Loughnane (IRL) | Liu Hong (CHN) | Anisya Kirdyapkina (RUS) |

## Résultats
| Rang               | Athlète                 | Pays        | Temps                |
| ------------------ | ----------------------- | ----------- | -------------------- |
| DSQ                | Olga Kaniskina          | Russie      | -                    |
| Médaille d'or      | Olive Loughnane         | Irlande     | 1 h 28 min 58 s (SB) |
| Médaille d'argent  | Liu Hong                | Chine       | 1 h 29 min 10 s (SB) |
| Médaille de bronze | Anisya Kirdyapkina      | Russie      | 1 h 30 min 09 s      |
| 5                  | Vera Santos             | Portugal    | 1 h 30 min 35 s      |
| 6                  | Beatriz Pascual         | Espagne     | 1 h 30 min 40 s      |
| 7                  | Masumi Fuchise          | Japon       | 1 h 31 min 15 s      |
| 8                  | Kristina Saltanovič     | Lituanie    | 1 h 31 min 23 s (SB) |
| 9                  | Elisa Rigaudo           | Italie      | 1 h 31 min 52 s      |
| 10                 | Susana Feitor           | Portugal    | 1 h 32 min 42 s      |
| 11                 | Inês Henriques          | Portugal    | 1 h 32 min 51 s      |
| 12                 | Kumi Otoshi             | Japon       | 1 h 33 min 05 s      |
| 13                 | Larisa Emelyanova       | Russie      | 1 h 34 min 31 s      |
| 14                 | Vera Sokolova           | Russie      | 1 h 34 min 55 s      |
| 15                 | Sniazhana Yurchanka     | Biélorussie | 1 h 34 min 57 s      |
| 16                 | Ana Maria Groza         | Roumanie    | 1 h 35 min 19 s      |
| 17                 | Valentina Trapletti     | Italie      | 1 h 35 min 33 s (SB) |
| 18                 | Yang Mingxia            | Chine       | 1 h 35 min 42 s      |
| 19                 | Zuzana Schindlerová     | Tchéquie    | 1 h 35 min 47 s      |
| 20                 | Tania Regina Spindler   | Brésil      | 1 h 35 min 51 s      |
| 21                 | Evaggelía Xinoú         | Grèce       | 1 h 35 min 56 s      |
| 22                 | Jess Rothwell           | Australie   | 1 h 36 min 01 s      |
| 23                 | Claudia Stef            | Roumanie    | 1 h 36 min 09 s      |
| 24                 | Brigita Virbalytė       | Lituanie    | 1 h 36 min 28 s      |
| 25                 | Marie Polli             | Suisse      | 1 h 36 min 44 s      |
| 26                 | Zuzana Malíková         | Slovaquie   | 1 h 37 min 47 s      |
| 27                 | Claire Tallent          | Australie   | 1 h 38 min 12 s      |
| 28                 | Agnieszka Dygacz        | Pologne     | 1 h 38 min 36 s      |
| 29                 | Alessandra Picagevicz   | Brésil      | 1 h 38 min 50 s      |
| 30                 | Geovana Irusta          | Bolivie     | 1 h 39 min 16 s      |
| 31                 | Chaima Trabelsi         | Tunisie     | 1 h 39 min 50 s      |
| 32                 | Svetlana Tolstaya       | Kazakhstan  | 1 h 40 min 41 s (SB) |
| 33                 | Johana Ordóñez          | Équateur    | 1 h 42 min 57 s      |
| 34                 | Anamaria Greceanu       | Roumanie    | 1 h 43 min 35 s      |
| 35                 | Rachel Lavallée         | Canada      | 1 h 45 min 45 s      |
| 36                 | Olha Yakovenko          | Ukraine     | 1 h 45 min 55 s      |
| 37                 | Cristina López          | Salvador    | 1 h 47 min 33 s (SB) |
|                    | Cheryl Webb             | Australie   | DQ                   |
|                    | Yang Yawei              | Chine       | DQ                   |
|                    | Johanna Jackson         | Royaume-Uni | DQ                   |
|                    | María Hatzipanayiotídou | Grèce       | DQ                   |
|                    | Mayumi Kawasaki         | Japon       | DQ                   |
|                    | Kjersti Plätzer         | Norvège     | DQ                   |
|                    | Monica Svensson         | Suède       | DQ                   |
|                    | María Vasco             | Espagne     | DNF                  |
|                    | Sabine Krantz           | Allemagne   | DNF                  |
|                    | Mária Gáliková          | Slovaquie   | DNF                  |
|                    | Teresa Vaill            | États-Unis  | DNF                  |

## Légende
Records et Performances
- AR : Record continental (area record)
- CR : Record des championnats (championship record)
- MR : Record du meeting (meet record)
- NR : Record national (national record)
- OR : Record olympique (olympic record)
- PR : Record paralympique (paralympic record)
- PB : Record personnel (personal best)
- SB : Meilleure performance personnelle de la saison (season's best)
- WL : Meilleure performance mondiale de l'année (world leader)
- WJR : Record du monde junior (world junior record)
- WR : Record du monde (world record)

Circonstances et Conditions
- DNF : N'a pas terminé (did not finish)
- DNS : N'a pas pris le départ (did not start)
- DQ : Disqualification (disqualification)
- NM : Aucun essai valable enregistré (No Mark)
- Q : Qualifié « directement » au prochain tour (ou à la prochaine compétition), lors d'une compétition majeure, grâce au classement ou à la réalisation des minima (automatic qualifier)
- q : Qualifié au prochain tour (ou à la prochaine compétition), lors d'une compétition majeure, grâce au repêchage ou à la réalisation de l'une des meilleures performances parmi celles des « non qualifiés directement » (grâce au meilleur temps ou à la meilleure distance par exemple) (secondary qualifier)